# SASTRA 라마누잔상
SASTRA 라마누잔상(SASTRA Ramanujan Prize)은 스리니바사 라마누잔의 고향인 인도 쿰바코남 근처에 위치한 산무가 예술, 과학, 기술 및 연구 아카데미(SASTRA)가 매년 라마누잔의 관심 분야에서 뛰어난 업적을 이룬 것으로 판단되는 젊은 수학자에게 수여하는 상이다. 상금의 연령 제한은 32세(라마누잔이 사망한 나이)로 정해져 있으며, 현재 상금은 1만 달러이다.

## 수상
- 만줄 바르가바
- 테런스 타오
- 악샤이 벵카테시
- 페터 숄체
- 제임스 메이나드
- 마리나 뱌조우스카